# Sámos (prefekturhuvudort i Grekland)
Sámos (Samos, franska: Kato Vathý, Kato Vathi, Kato Vathy, Limenas Vatheos) är en prefekturhuvudort i Grekland.   Den ligger i prefekturen Nomós Sámou och regionen Nordegeiska öarna, i den östra delen av landet, 290 km öster om huvudstaden Aten. Sámos ligger 25 meter över havet och antalet invånare är 1 885. Den ligger på ön Samos.
Terrängen runt Sámos är lite kuperad. Havet är nära Sámos norrut.  Närmaste större samhälle är Mytilinioí, 6,9 km sydväst om Sámos. 